# Seo Chae-hyun
Seo Chae-hyun (Hangul: 서채현, * 1. November 2003 in Seoul) ist eine südkoreanische Sportkletterin.

## Kindheit und Jugend
Seo Chae-hyun begann das Klettern in jungem Alter. Beide Eltern klettern selbst und ihr Vater besitzt zudem ein Kletterstudio, in welchem sie viel Zeit verbrachte. Mit 14 Jahren erklomm sie erstmals eine Route der Schwierigkeitsstufe 9a (5.14d), Bad Girls Club in Rifle, Colorado.

## Karriere
2019 konnte sie in ihrer ersten Saison im Kletterweltcup vier der sechs Lead-Weltcups gewinnen und platzierte sich in den verbliebenen beiden auf dem Podium. Damit wurde sie Gesamtweltcupsiegerin. Im selben Jahr gewann sie auch die Asiatische Meisterschaft im Bouldern und im Lead.
Bei der Kletterweltmeisterschaft 2019 in Hachiōji verpasste sie mit dem 13. Platz zunächst die Qualifikation für die Olympischen Sommerspiele 2020 in Tokio. Bei diesen wurde die Disziplin Sportklettern erstmals ausgetragen, und zwar in der Kombination (Lead, Bouldern und Speed). Da sie in der Saison 2019 nicht am Boulderweltcup teilgenommen hatte, wurde sie nicht zu den Qualifikationswettkämpfen in Toulouse eingeladen. Ihre letzte Chance hätte sie bei den Asienmeisterschaften gehabt, doch diese fielen aufgrund der COVID-19-Pandemie aus. Wegen ihrer Platzierung bei den Kletterweltmeisterschaften wurde sie schließlich für die Olympischen Sommerspiele 2020 in Tokio nominiert. Dort wurde sie in der Qualifikation im Speed 17., im Bouldern Fünfte sowie im Lead Erste; insgesamt sicherte sie sich so den zweiten Rang. Im Finale wurde sie im Speed Achte, im Bouldern Siebte sowie im Lead Zweite, womit sie insgesamt den achten Platz belegte.
Bei der Kletterweltmeisterschaft 2021 in Moskau gewann sie in der Kategorie Lead. Bei den Asienmeisterschaften 2022 in Seoul gewann sie Gold in der Kombination Bouldern und Lead.
Seo Chae-hyun gehört der Korean Alpine Federation an. Zu ihren Sponsoren gehören Black Diamond, The North Face sowie La Sportiva.

## Erfolge (Auswahl)
- 2019: Gesamtweltcupsiegerin im Lead[3]
- 2020: Achter Platz in der Kombination an den Olympischen Sommerspielen[6]
- 2021: Weltmeisterin im Leadklettern[7]
- 2022: Gold bei den Asienmeisterschaften 2022